# 柱九 (角宿)
半人馬座1，又名CD-32 9603，HD 119756、SAO 204812、HR 5168，是半人馬座的一颗恒星，视星等为4.23，位于銀經315.86，銀緯28.46，其B1900.0坐标为赤經13h 40m 0.2s，赤緯-32° 28.46′ 17″。